# Guadalupe (Arizona)
Guadalupe é uma vila localizada no estado americano do Arizona, no condado de Maricopa. Foi incorporada em 1975.

## Geografia
De acordo com o United States Census Bureau, a vila tem uma área de 2,1 km², onde todos os 2,1 km² estão cobertos por terra.

### Localidades na vizinhança
O diagrama seguinte representa as localidades num raio de 24 km ao redor de Guadalupe.

## Demografia
Segundo o censo nacional de 2010, a sua população é de 5 523 habitantes e sua densidade populacional é de 2 632,6 hab/km². É a localidade mais densamente povoada do Arizona. Possui 1 376 residências, que resulta em uma densidade de 655,9 residências/km².